# David Bergendal

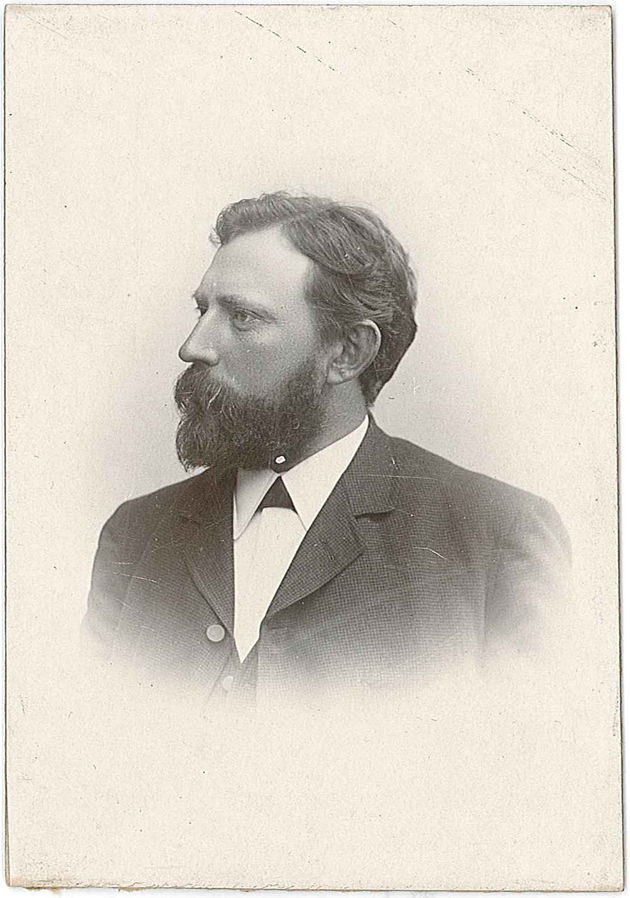
David Bergendal.

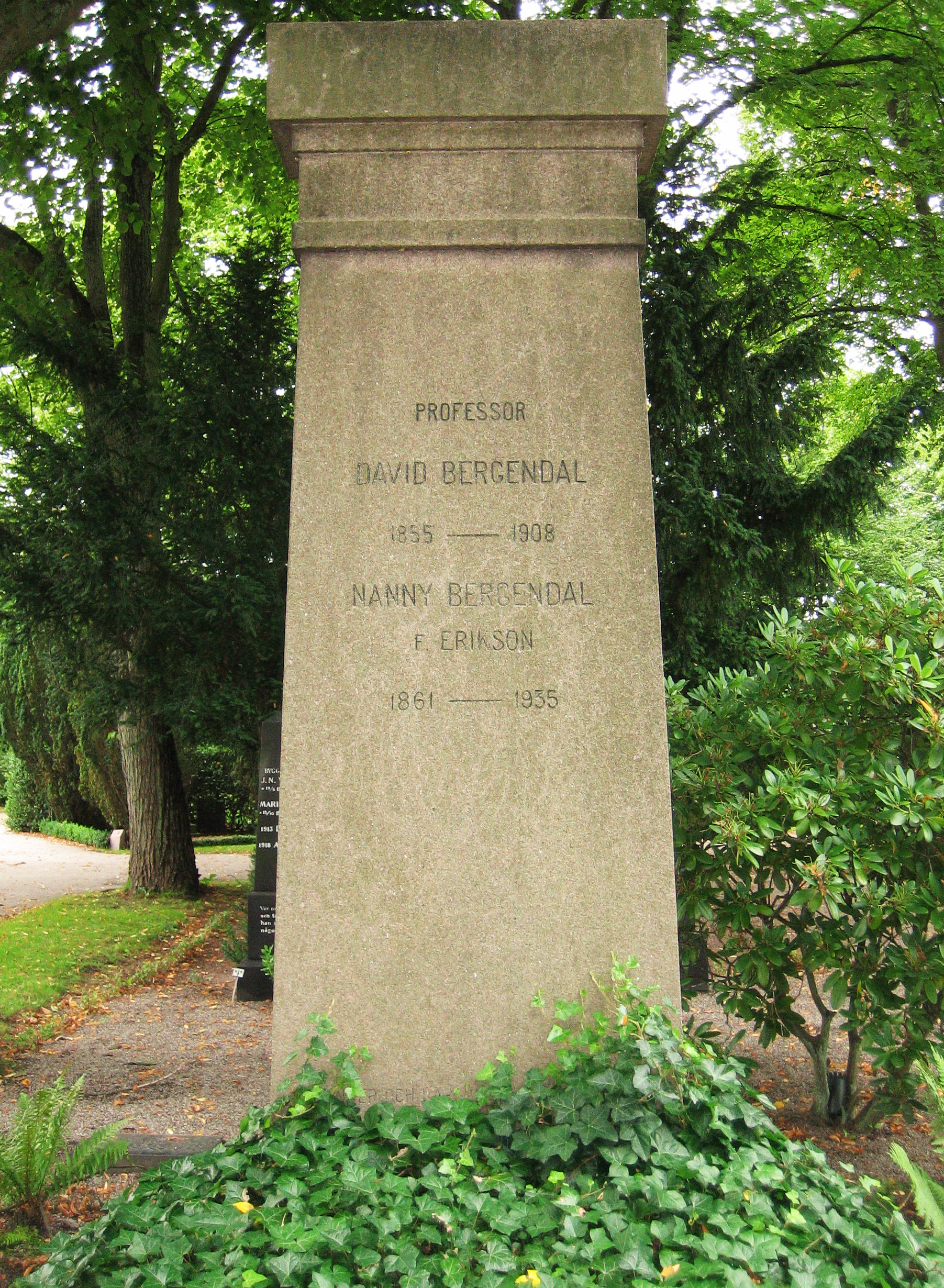
David Bergendals grav på Norra kyrkogården i Lund.

David Bergendal, född den 4 maj 1855 i Kville socken i Bohuslän, död den 23 september 1908 i Lund, var en svensk zoolog och botaniker.

## Studier
Bergendal påbörjade sina läroverksstudier i Lund men överflyttade 1870 till Göteborg där han avlade mogenhetsexamen 1874. Samma år återvände han till Lund för studier vid universitetet, vilket han skulle förbli troget resten av sitt liv. Han avlade filosofie kandidatexamen 1877, blev filosofie licentiat 1882, disputerade pro gradu 1883 och blev filosofie doktor 1884. Under studietiden utförde Bergendal ett antal, främst botaniskt inriktade, studieresor, bland annat till Bohuslän (1875), Norrland (1882) och Tyskland (1884), där han bland annat under två månader arbetade under biologen professor Carl Gegenbaur vid universitetet i Heidelberg. Detta följdes, även efter att Bergendal erhållit doktorsgraden, av fortsatta studier vid zoologiska institutet i Leipzig 1885 samt vid motsvarande institution i Berlin 1886-1887.

## Yrkeskarriär och utmärkelser
Efter sin disputation 1883 hade Bergendal blivit docent i botanik och blev 1886 detta även i zoologi. Han hade även 1882–1894 en befattning som amanuens vid Zoologiska institutionen, vilken dock inte var mer krävande än att han parallellt även kunde verka som lärare i botanik vid Alnarps lantbruksinstitut 1882–1883 samt i naturalhistoria, fysik och kemi vid Spyken 1883. Senare (1892–1897) blev han även föreståndare för sistnämnda skola. Han undervisade även Anders Österling.
Redan höstterminen 1885 hade Bergendal utsetts att temporärt förestå professuren i zoologi, vilket han ånyo gjorde 1895-1897. Vid sistnämnda tidpunkt hade han även utsetts till extra ordinarie professor i jämförande anatomi (1894). Tio år senare blev han ordinarie professor i zoologi, men avled endast fyra år senare. 
Bergendal genomförde forskningsresor till bland annat norra Grönland 1890, Italien 1890–1891 och ett flertal europeiska länder sommaren 1893. Hans forskning och publicerade vetenskapliga skrifter behandlade i stor utsträckning slemmaskar (Nemertini) och  virvelmaskar (Turbellaria). Han är också känd som den som införde modern mikroskoperingsteknik vid zoologiundervisningen på Lunds universitet.
För sin vetenskapliga gärning hedrades Bergendal med att bli ledamot av Kungliga Fysiografiska Sällskapet i Lund 1889 samt av Kungliga Vetenskapsakademien 1905.

## Övriga uppdrag samt privatliv
Bergendal hade ett flertal uppdrag i Lunds studentvärld. Han var 1884–1885 ordförande för Lunds studentkår och 1886–1890 kurator för Göteborgs nation. Från 1904 och till sin död var han ordförande för Akademiska Föreningen.
David Bergendal var son till kyrkoherden i Ränneslövs församling, Sven Johan Bergendal, och dennes hustru Anna Helena von Proschwitz. 
Från 1888 var Bergendal gift med lärarinnan Nanny Maria Helena Eriksson (1861–1935), med vilken han fick ett flertal barn, däribland straffrättsprofessorn och universitetsrektorn Ragnar Bergendal (1890-1980). Såväl makarnas som sonens efterlämnade handlingar förvaras vid handskriftssektionen på Lunds universitetsbibliotek.
Makarna Bergendals gravvård återfinns på Norra kyrkogården i Lund.
David Bergendal var farbror till Erik Bergendal.